# Liste der Kulturdenkmäler in Neuwied (Außenbereiche)
In der Liste der Kulturdenkmäler in Neuwied (Außenbereiche) sind alle Kulturdenkmäler in den nicht zur Kernstadt gehörenden Stadtteilen der rheinland-pfälzischen Stadt Neuwied aufgeführt. In den Stadtteilen Block und Torney sind keine Kulturdenkmäler ausgewiesen. Grundlage ist die Denkmalliste des Landes Rheinland-Pfalz (Stand: 9. Februar 2023).
Für die Kulturdenkmäler in der Kernstadt von Neuwied und in Heddesdorf siehe die Liste der Kulturdenkmäler in Neuwied.

## Altwied

### Einzeldenkmäler
| Bezeichnung              | Lage                                                           | Baujahr                              | Beschreibung | Bild                           |
| ------------------------ | -------------------------------------------------------------- | ------------------------------------ | --- | ------------------------------ |
| Burgruine Altwied        | Schloßweg Lage                                                 | 12. und 13. Jahrhunderts             | langgestreckte Burganlage des 12. und 13. Jahrhunderts; Bergfried erste Hälfte des 13. Jahrhunderts, Umfassungsmauern des ehemaligen Frauenhauses aus dem 13. Jahrhundert, Reste mehrerer Gebäude, darunter spätgotischer Treppenturm, 16. Jahrhundert, vierteilige Vorburg | weitere Bilder Fotos hochladen |
| Ortsbefestigung          | Burgtorstraße und Oberstraße, jeweils hinter der Bebauung Lage |                                      | fast vollständig erhaltene Umwehrung mit rechteckigen und runden Türmen | weitere Bilder Fotos hochladen |
| Straßenbrücke            | Am Brückenstein Lage                                           | 19. Jahrhundert                      | Straßenbrücke, zweibogig, Bruchstein, 19. Jahrhundert | weitere Bilder Fotos hochladen |
| Evangelische Pfarrkirche | Burgtorstraße Lage                                             | drittes Viertel des 15. Jahrhunderts | Saalbau; Chor aus dem dritten Viertel des 15. Jahrhunderts, Schiff, Portal und Vorhalle von 1689; Gesamtanlage mit Pfarrhaus (Burgtorstraße 9): fünfachsiger Putzbau, erste Hälfte des 19. Jahrhunderts                                                                     | Fotos hochladen                |
| Wohnhaus                 | Burgtorstraße 2 Lage                                           | 18. Jahrhundert                      | Fachwerkhaus, teilweise massiv, 18. Jahrhundert | weitere Bilder Fotos hochladen |
| Schulhaus                | Burgtorstraße 3 Lage                                           | 1886/87                              | ehemalige Schule, 1886/87 | weitere Bilder Fotos hochladen |
| Wohnhaus                 | Burgtorstraße 4 Lage                                           | 17. oder 18. Jahrhundert             | Fachwerkhaus, teilweise massiv, 17. oder 18. Jahrhundert | Fotos hochladen                |
| Wohnhaus                 | Burgtorstraße 6 Lage                                           | 17. oder 18. Jahrhundert             | Fachwerkhaus, teilweise massiv, verkleidet, wohl aus dem 17. oder 18. Jahrhundert | Fotos hochladen                |
| Wohnhaus                 | Oberstraße 3 Lage                                              | spätes 19. Jahrhundert               | Wohnhaus mit rechtwinklig angebautem Fachwerktrakt, spätes 19. Jahrhundert | BW                             |

### Ehemalige Kulturdenkmäler
| Bezeichnung | Lage                    | Baujahr                | Beschreibung | Bild                           |
| ----------- | ----------------------- | ---------------------- | --- | ------------------------------ |
| Meinhof     | nördlich des Ortes Lage | zwischen 1859 und 1869 | fürstlich wiedscher Pächterhof; dreiflügelige Hofanlage in Fachwerkbohlenbauweise, alpenländischer Stil, zwischen 1859 und 1869 errichtet; zugehörig: Ottoquelle, muschelförmige Brunnenschale, bezeichnet 1863; 2022 abgebrochen und aus Denkmalliste gelöscht | weitere Bilder Fotos hochladen |

## Engers

### Denkmalzonen
| Bezeichnung                                   | Lage                     | Baujahr   | Beschreibung | Bild                           |
| --------------------------------------------- | ------------------------ | --------- | --- | ------------------------------ |
| Denkmalzone ehemaliges kurfürstliches Schloss | Alte Schloßstraße 2 Lage | 1759–1762 | zweieinhalbgeschossiger, siebzehnachsiger Mansarddachbau, dreiachsige Seitenflügel, Mittelrisalite, 1759–1762, Hofbaumeister Johannes Seiz; Ehrenhof mit schmiedeeisernen Gittern, Sandsteinpfeilern nach Seiz-Entwurf, Sandsteinskulpturen von Johann Feill; zwei Wachthäuschen | weitere Bilder Fotos hochladen |

### Einzeldenkmäler
| Bezeichnung                        | Lage                                       | Baujahr                             | Beschreibung | Bild                           |
| ---------------------------------- | ------------------------------------------ | ----------------------------------- | --- | ------------------------------ |
| Stadtbefestigung                   |                                            | um 1370                             | um 1370, im Unterbau der Häuser; sogenannter Grauer Turm (neben Alte Schloßstraße 1); ehemaliger Wehrturm (bei Jakobstraße 15); sogenanntes Duckesje (zwischen Klosterstraße 2a und 2d) | weitere Bilder Fotos hochladen |
| Von Speesches Haus                 | Alte Schloßstraße 1 Lage                   | um 1770                             | auch Heinrich-Haus; Mansarddachbau, sieben zu sieben Achsen, um 1770, Architekt vermutlich Nikolaus Lauxen | Fotos hochladen                |
| Grauer Turm                        | Alte Schloßstraße, neben Nr. 1 Lage        | um 1370                             | Bruchsteinrundturm der um 1370 errichteten Ortsbefestigung, im 19. Jahrhundert renoviert und umgestaltet | Fotos hochladen                |
| Rathaus                            | Alte Schloßstraße 3 Lage                   | 1642                                | ehemaliges Rathaus; Krüppelwalmdachbau, teilweise Fachwerk, 1642 | Fotos hochladen                |
| Gasthaus Schloßschenke             | Alte Schloßstraße 5 Lage                   | 1691                                | teilweise Fachwerk, angeblich von 1621, eher von 1691 | Fotos hochladen                |
| Wohn- und Gasthaus                 | Alte Schloßstraße 27 Lage                  | erstes Viertel des 19. Jahrhunderts | repräsentativer zweiflügliger Putzbau, im Kern wohl aus dem ersten Viertel des 19. Jahrhunderts | weitere Bilder Fotos hochladen |
| Wohnhaus                           | Am alten Rathaus 1 Lage                    | 1756                                | Fachwerkhaus, teilweise massiv, Krüppelwalmdach, bezeichnet 1756 | weitere Bilder Fotos hochladen |
| Meisterhaus                        | Am Heinrichhaus 2 Lage                     | um 1902-1903                        | Sitz der Landesmusikakademie Rheinland-Pfalz; repräsentativer dreigeschossiger barockisierender Putzbau, um 1905/10 | Fotos hochladen                |
| Wohnhaus                           | Am Heinrichhaus 9, Helle 2 Lage            | 1617                                | aus zwei Baukörpern bestehendes Wohnhaus; giebelständiges Fachwerkhaus, 17. Jahrhundert (Am Heinrichhaus 9), im Kellerbereich und Erdgeschoss Reste der Stadtmauer und eines Stadtmauerturms (Zollpfortenturm) ab 1371; hinterer Bauteil (Helle 2): wohl älter, teilweise massiv erneuert, teilweise verbrettertes Fachwerk, teilweise verschiefert | Fotos hochladen                |
| Wohnhaus                           | Bendorfer Straße 32 Lage                   | 1900                                | Zeilenwohnhaus, Klinkerfassade, kurz nach 1900 | weitere Bilder Fotos hochladen |
| Pestkapelle St. Sebastian          | Bendorfer Straße, Ecke Kapellenstraße Lage | 1662                                | Pestkapelle St. Sebastian, bezeichnet 1662, Lage ursprünglich außerhalb der Stadtmauer | weitere Bilder Fotos hochladen |
| Evangelische Pfarrkirche           | Dietrich-Bonhoeffer-Straße Lage            | 1900/02                             | neuspätgotischer Bau, 1900/02 | weitere Bilder Fotos hochladen |
| Wohnhaus                           | Falksgasse 5/7 Lage                        | spätes 16. Jahrhundert              | Fachwerkhaus, teilweise massiv und verputzt, im Kern wohl noch aus dem 16. Jahrhundert | weitere Bilder Fotos hochladen |
| Katholische Pfarrkirche St. Martin | Jakobstraße Lage                           |                                     | neuromanische Säulenbasilika, Backstein und Tuff, 1897/98; auf dem Friedhof Kriegerdenkmal 1870/71, bezeichnet 1897; ehemaliger Wehrturm der Stadtbefestigung am Nordrand des Friedhofs (siehe Jakobstraße, bei Nr. 15) | weitere Bilder Fotos hochladen |
| Wehrturm                           | Jakobstraße, bei Nr. 15 Lage               | um 1370                             | Wehrturm der um 1370 errichteten Ortsbefestigung, dreigeschossiger Bruchsteinbau auf trapezförmigem Grundriss, das Dach mit Glockendachreiter angeblich von 1778 | weitere Bilder Fotos hochladen |
| Duckesje                           | Klosterstraße, zwischen Nr. 2a und 2d Lage | um 1370                             | Teil der um 1370 errichteten Ortsbefestigung, heute zweigeschossiger Rundturm mit Kegeldach | weitere Bilder Fotos hochladen |
| Villa                              | Klosterstraße 17a Lage                     | um 1860                             | spätklassizistische Villa, um 1860 | weitere Bilder Fotos hochladen |
| Bahnhof Engers                     | Mühlhofener Straße 31 Lage                 | um 1860/70                          | spätklassizistischer Typenbau, um 1860/70 | weitere Bilder Fotos hochladen |
| Wohnhaus                           | Sayner Landstraße 20 Lage                  | um 1900                             | villenartiges Wohnhaus; eingeschossiger Mansarddachbau, zweifarbige Klinkerfassaden, um 1900 | weitere Bilder Fotos hochladen |
| Wasserturm                         | Weiser Straße 1 Lage                       | 1900                                | Wasserturm, bezeichnet 1900 | weitere Bilder Fotos hochladen |
| Wohnhaus                           | Weiser Straße 18 Lage                      | um 1920                             | Mehrfamilienwohnhaus, repräsentativer sechzehnachsiger Putzbau, Reformarchitektur, um 1920 | weitere Bilder Fotos hochladen |
| Eisenbahnbrücke                    | westlich des Ortes Lage                    | 1918                                | rechtsrheinischer Brückenkopf; doppeltürmiges Basalt-Brückentor der Kronprinz-Wilhelm-Brücke, 1918; vierbogiger Abschnitt auf drei Landpfeilern, Fachwerkkonstruktion von 1954 | weitere Bilder Fotos hochladen |

## Feldkirchen

### Denkmalzonen
| Bezeichnung               | Lage                                                                                                  | Baujahr                 | Beschreibung                                                                                              | Bild |
| ------------------------- | --- | ----------------------- | --- | ---- |
| Denkmalzone Ortskern Fahr | Fahr, Linzer Straße 27–32, Kleine Brunnengasse 3–10, Große Brunnengasse 1–4, Fahrer Straße 69–81 Lage | 17. und 18. Jahrhundert | dichte, fast städtisch wirkende Bebauung mit Fachwerkhäusern, überwiegend aus dem 17. und 18. Jahrhundert | BW   |

### Einzeldenkmäler
| Bezeichnung              | Lage                                                                     | Baujahr                            | Beschreibung | Bild                           |
| ------------------------ | ------------------------------------------------------------------------ | ---------------------------------- | --- | ------------------------------ |
| Evangelische Pfarrkirche | Feldkircher Straße Lage                                                  | erste Hälfte des 13. Jahrhunderts  | ehemals St. Martin; spätromanischer Pfeilerbau, erste Hälfte des 13. Jahrhunderts, um 1500 zur stufenförmigen Emporenhalle umgebaut; romanischer Taufstein, Anfang des 12. Jahrhunderts; Gesamtanlage mit Pfarrhaus: Bruchsteinbau, zweite Hälfte des 19. Jahrhunderts, und ehemaliger Gerichtsstätte | weitere Bilder Fotos hochladen |
| Wohnhaus                 | Fahr, Fahrer Straße 77 Lage                                              | 1682                               | langgestrecktes Fachwerkhaus, teilweise massiv, bezeichnet 1682 | weitere Bilder Fotos hochladen |
| Untere Mühle             | Fahr, Fahrer Straße 79 Lage                                              | 1686                               | Fachwerkhaus, teilweise massiv, bezeichnet 1686 | weitere Bilder Fotos hochladen |
| Wohnhaus                 | Fahr, Große Brunnengasse 1 Lage                                          | 17. Jahrhundert                    | Fachwerkhaus auf hohem Kellersockel, wohl aus dem 17. Jahrhundert | Fotos hochladen                |
| Wohnhaus                 | Fahr, Große Brunnengasse 3/4 Lage                                        | 17. oder 18. Jahrhundert           | Fachwerkhaus, 17. oder 18. Jahrhundert | Fotos hochladen                |
| Wohnhaus                 | Fahr, Kleine Brunnengasse 3 Lage                                         | 18. Jahrhundert                    | Fachwerkhaus, teilweise massiv, 18. Jahrhundert | BW                             |
| Wohnhaus                 | Fahr, Kleine Brunnengasse 7 Lage                                         |                                    | Fachwerkhaus, teilweise massiv | BW                             |
| Wohnhaus                 | Fahr, Kleine Brunnengasse 10 Lage                                        | zweite Hälfte des 18. Jahrhunderts | stattliches Fachwerkhaus, Mansarddach, zweite Hälfte des 18. Jahrhunderts | BW                             |
| Wohnhaus                 | Fahr, Linzer Straße 28 Lage                                              | 18. Jahrhundert                    | Fachwerkhaus, teilweise massiv, 18. Jahrhundert | BW                             |
| Rheinisches Haus         | Fahr, Linzer Straße 30 Lage                                              | 1584                               | mehrteiliges Fachwerkhaus, teilweise massiv, Mittelteil bezeichnet 1584, Querbau aus dem 17. oder 18. Jahrhundert, Erweiterung unter Mansarddach in der zweiten Hälfte des 18. Jahrhunderts | weitere Bilder Fotos hochladen |
| Villa Roentgen           | Fahr, Thomas-Mann-Straße 10 Lage                                         | 1847                               | Walmdachbau auf gestaffeltem Grundriss, 1847; bauliche Gesamtanlage mit Park- und Gartengelände einschließlich Bogenbrücke, bezeichnet 1897 | Fotos hochladen                |
| Wohnhaus                 | Gönnersdorf, An der Linde 15 Lage                                        | 17. Jahrhundert                    | Fachwerkhaus, 17. Jahrhundert | BW                             |
| Wohnhaus                 | Gönnersdorf, An der Linde 28 Lage                                        |                                    | Fachwerkhaus | BW                             |
| Wohnhaus                 | Gönnersdorf, An der Linde 32 Lage                                        | 17. Jahrhundert                    | Fachwerkhaus, teilweise massiv, 17. Jahrhundert, Fachwerkvorbau wohl etwas jünger | BW                             |
| Wüstung Rockenfeld       | Rockenfeld Lage                                                          |                                    | Ortswüstung, Gedenkstein von 1962/62 | BW                             |
| Burg Wollendorf          | Wollendorf, Karl-Marx-Straße 39a/41, Von-Ebner-Eschenbach-Straße 11 Lage |                                    | Stumpf eines mittelalterlichen Rundturms; Gesamtanlage mit Fachwerkscheune | weitere Bilder Fotos hochladen |
| Wohnhaus                 | Wollendorf, Karl-Marx-Straße 44 Lage                                     | 17. Jahrhundert                    | Fachwerkhaus, teilweise massiv, eventuell noch aus dem 17. Jahrhundert | Fotos hochladen                |
| Wohnhaus                 | Wollendorf, Karl-Marx-Straße 49 Lage                                     | 17. oder 18. Jahrhundert           | Fachwerkhaus, teilweise massiv, verputzt, wohl aus dem 17. oder 18. Jahrhundert | Fotos hochladen                |
| Wohnhaus                 | Wollendorf, Rockenfelder Straße 5 Lage                                   | um oder nach 1800                  | Fachwerkhaus, um oder nach 1800 | BW                             |

## Gladbach

### Einzeldenkmäler
| Bezeichnung                               | Lage                                               | Baujahr                  | Beschreibung                                                                            | Bild                           |
| ----------------------------------------- | -------------------------------------------------- | ------------------------ | --------------------------------------------------------------------------------------- | ------------------------------ |
| Katholische Pfarrkirche Maria Himmelfahrt | An der Marienkirche Lage                           | 1914                     | zweischiffige gewölbte Stufenhalle, nachgotische Formen, 1914                           | Fotos hochladen                |
| Wohnhaus                                  | An der Marienkirche 17 Lage                        | um 1700                  | Fachwerkhaus, um 1700, mit barocken Zierformen                                          | BW                             |
| Kriegerdenkmal                            | Hans-Thoma-Straße, auf dem Friedhof Lage           | um 1920                  | Kriegerdenkmal 1914/18, Schauwand                                                       | BW                             |
| Wülfersbergkapelle                        | nordöstlich des Ortes Lage                         | 12. Jahrhundert          | romanische Kapelle eines früheren Prämonstratenserinnenklosters mit barockem Dachreiter | weitere Bilder Fotos hochladen |
| Wegekapelle                               | nordöstlich des Ortes Lage                         | 18. oder 19. Jahrhundert | Wegekapelle; kleiner offener Putzbau, 18. oder 19. Jahrhundert                          | BW                             |
| Heiligenhäuschen                          | östlich des Ortes an der Rommersdorfer Straße Lage | 18. oder 19. Jahrhundert | Heiligenhäuschen; rund geschlossener, verputzter Mauerblock, 18. oder 19. Jahrhundert   | BW                             |

## Heimbach-Weis

### Denkmalzonen
| Bezeichnung                                             | Lage                     | Baujahr  | Beschreibung | Bild                           |
| ------------------------------------------------------- | ------------------------ | -------- | --- | ------------------------------ |
| Denkmalzone ehemalige Prämonstratenserabtei Rommersdorf | Rommersdorfer Weg 2 Lage | vor 1125 | ursprünglich dreischiffige Pfeilerbasilika, wohl vor 1125 begonnen, vor 1179 vollendet; 1202/04–10 Umbau des Südquerhauses; Chorneubau 1347/49–51, 1478 Anbau der Annakapelle; 1559/76, 1671, 1698 teilweiser Abbruch; Klostergebäude, begonnen zwischen 1135 und 1145, Dormitorium, Nord- und Ostflügel des Kreuzgangs sowie Kapitelsaal zwischen 1214 und 1233; Klosterbauten, 18. Jahrhundert, unter anderem neunachsiges Abtshaus, barocker Mansarddachbau, Konventsgebäude, bezeichnet 1708, Wirtschaftsgebäude, teilweise mit Mansarddächern; stattliche Hofeinfahrt, 1777, Baudirektor Nikolaus Lauxen, Koblenz; Park | weitere Bilder Fotos hochladen |

### Einzeldenkmäler
| Bezeichnung                            | Lage                                       | Baujahr                    | Beschreibung | Bild                           |
| -------------------------------------- | ------------------------------------------ | -------------------------- | --- | ------------------------------ |
| Wohnhaus                               | Blocker Straße 11 Lage                     | 1677                       | Fachwerkhaus, teilweise massiv, angeblich von 1677, wohl eher aus dem 18. Jahrhundert; jüngerer eingeschossiger Vorbau | BW                             |
| Hofanlage                              | Blocker Straße 22 Lage                     | 18. Jahrhundert            | Streckhof; Wohnhaus Grauwacke/Fachwerk, 18. Jahrhundert; ehemaliger Stallteil 19. Jahrhundert                          | BW                             |
| Hofanlage                              | Brunnenring 18 Lage                        | 18. Jahrhundert            | Hofanlage mit Fachwerkhaus des 18. Jahrhunderts, Bruchsteinscheune und Hofmauer des 19. Jahrhunderts                   | BW                             |
| Wohnhaus                               | Bungartstraße 16 Lage                      | 18. Jahrhundert            | Fachwerkhaus, teilweise Bruchstein, 18. Jahrhundert                                                                    | BW                             |
| Pfarrhaus                              | Burghofstraße 1 Lage                       | 1791                       | Pfarrhaus; kubischer Mansarddachbau, 1791; Hofmauer mit barocken Torpfeilern                                           | weitere Bilder Fotos hochladen |
| Katholische Pfarrkirche St. Margaretha | Hauptstraße Lage                           | 1772                       | Saalbau, 1772, Architekt Johannes Seiz, 1891 basilikal erweitert, dreigeschossiger romanischer Turm                    | weitere Bilder Fotos hochladen |
| Dreifaltigkeitskapelle                 | Hauptstraße, bei Nr. 3a Lage               | 1711 ff.                   | barocker Putzbau, Strebepfeiler, 1711 ff., Wiederaufbau nach Brand 1799                                                | weitere Bilder Fotos hochladen |
| Gasthaus                               | Hauptstraße 8 Lage                         | nach 1900                  | Gasthaus; barockisierende Stuck- und Putzdekoration, wohl kurz nach 1900                                               | Fotos hochladen                |
| Wohnhaus                               | Hauptstraße 111 Lage                       | 17. Jahrhundert            | Fachwerkhaus, teilweise massiv, 17. Jahrhundert, Giebeldreieck um 1900 erneuert                                        | weitere Bilder Fotos hochladen |
| Wohnhaus                               | Hauptstraße 131 Lage                       | Mitte des 19. Jahrhunderts | Fachwerkhaus; traufständiger Teil mit Kniestock, Mitte des 19. Jahrhunderts, giebelständiger Teil um 1900              | BW                             |
| Wohnhaus                               | Hauptstraße 133 Lage                       | spätes 19. Jahrhundert     | Fachwerkhaus, spätes 19. Jahrhundert                                                                                   | BW                             |
| Wegekreuz                              | Hauptstraße, Ecke Abteistraße Lage         | 16. oder 17. Jahrhundert   | Wegekreuz, 16. oder 17. Jahrhundert; in giebelförmig geschlossener Nische Reliefkreuz                                  | weitere Bilder Fotos hochladen |
| Wegekreuz                              | Lindenstraße, vor Nr. 83 Lage              | 1742                       | Wegekreuz, bezeichnet 1742                                                                                             | weitere Bilder Fotos hochladen |
| Kriegerdenkmal                         | Sayner Straße, Ecke Obere Görgengasse Lage | um 1920                    | Kriegerdenkmal 1914/18                                                                                                 | weitere Bilder Fotos hochladen |
| Wegekreuz                              | Sayner Straße, Ecke Otzbachweg Lage        | 1814                       | Schaftkreuz, bezeichnet 1814                                                                                           | weitere Bilder Fotos hochladen |
| Krupps Heiligenhäuschen                | nordöstlich des Ortes im Wald Lage         | 1785                       | kleiner Putzbau, bezeichnet 1785                                                                                       | BW                             |

## Irlich

### Einzeldenkmäler
| Bezeichnung                                | Lage                              | Baujahr                  | Beschreibung | Bild                           |
| ------------------------------------------ | --------------------------------- | ------------------------ | --- | ------------------------------ |
| Katholische Pfarrkirche St. Peter und Paul | Apostelstraße Lage                | 1831–1835                | spätklassizistischer Saalbau, 1831–1835                                                                         | weitere Bilder Fotos hochladen |
| Wegekreuz                                  | Kurtrierer Straße, an Nr. 26 Lage | 1825                     | Schaftkreuz, Basalt, bezeichnet 1825                                                                            | Fotos hochladen                |
| Zehnthof                                   | Rodenbacher Straße 12 Lage        | 17. Jahrhundert          | Zehnthof; hochaufragender Massivbau, heutiges Erscheinungsbild aus dem 17. Jahrhundert, eventuell im Kern älter | Fotos hochladen                |
| Wegekreuz                                  | Talweg, bei Nr. 63 Lage           | 18. oder 19. Jahrhundert | Schaftkreuz, Basalt, 18. oder 19. Jahrhundert                                                                   | Fotos hochladen                |
| Villa Selter                               | Wollendorfer Straße 88 Lage       | 1923                     | neuklassizistischer Walmdachbau, 1923                                                                           | Fotos hochladen                |

## Niederbieber

### Denkmalzonen
| Bezeichnung                       | Lage | Baujahr         | Beschreibung                                                                                                  | Bild                           |
| --------------------------------- | --- | --------------- | --- | ------------------------------ |
| Denkmalzone Jüdischer Friedhof    | Kurt-Schumacher-Straße, Von Stauffenberg-Straße Lage                                                                              | 17. Jahrhundert | Gründung im 17. Jahrhundert, mehr als 600 Grabsteine                                                          | weitere Bilder Fotos hochladen |
| Denkmalzone Rasselsteiner Kolonie | Stahlwerkstraße 2–20 und 9a–12a, Gettelborn 1–19, Nordsteg 1–5, Marienborn 1–13a, Wiedufer 1–10, In den Akazien 1–3, 6 und 7 Lage | nach 1918       | Werkssiedlung der Firma Rasselstein, nach dem Ersten Weltkrieg angelegt und ungewöhnlich vollständig erhalten | Fotos hochladen                |

### Einzeldenkmäler
| Bezeichnung              | Lage                                                               | Baujahr                              | Beschreibung | Bild                           |
| ------------------------ | ------------------------------------------------------------------ | ------------------------------------ | --- | ------------------------------ |
| Evangelische Pfarrkirche | Am Kirchberg Lage                                                  | Ende des 15. Jahrhunderts            | Chor und Turm des spätromanischen Vorgängers, dreischiffiges Langhaus vom Ende des 15. Jahrhunderts                             | weitere Bilder Fotos hochladen |
| Villa                    | Aubachstraße 119 Lage                                              | Ende des 19. Jahrhunderts            | repräsentative Villa, Backsteingliederung, Ende des 19. Jahrhunderts                                                            | Fotos hochladen                |
| Haus Weyerwoog           | Augustenthaler Straße 86 Lage                                      | drittes Viertel des 19. Jahrhunderts | spätklassizistischer Massivbau, drittes Viertel des 19. Jahrhunderts                                                            | Fotos hochladen                |
| Rat- und Backhaus        | Backhausgasse 1 Lage                                               | 1736                                 | ehemaliges Rat- und Backhaus; Fachwerkhaus, teilweise massiv, angeblich von 1736                                                | Fotos hochladen                |
| Wohnhaus                 | Backhausgasse 4 Lage                                               | 18. Jahrhundert                      | Fachwerkhaus, teilweise massiv, 18. Jahrhundert                                                                                 | Fotos hochladen                |
| Villa                    | Burgstraße 76 Lage                                                 | um 1910/20                           | stattliche Villa, Reformarchitektur, um 1910/20                                                                                 | Fotos hochladen                |
| Gemälde                  | Kurt-Schumacher-Straße/Von-Stauffenberg-Straße Lage                | Anfang des 16. Jahrhunderts          | im Neubau der katholischen Pfarrkirche St. Bonifatius von 1961 ff. zwei mittelrheinische Gemälde, Anfang des 16. Jahrhunderts   | Fotos hochladen                |
| Villa                    | Neuer Weg 26 Lage                                                  | um 1920                              | Mansarddach-Villa, um 1920 | Fotos hochladen                |
| Villen                   | Weißer Berg 3, 5 und 7, Hans-Böckler-Straße 26, Weißer Berg 7 Lage | um 1910                              | drei ehemalige Direktorenvillen der Firma Rasselstein, Jugendstilformen, um 1910; Gesamtanlage mit Pförtnerhaus (Weißer Berg 7) | Fotos hochladen                |
| Mühle                    | Wiedbachstraße 58 Lage                                             | 18. Jahrhundert                      | ehemalige Mühle; Krüppelwalmdachbau, 18. Jahrhundert                                                                            | Fotos hochladen                |

## Oberbieber

### Einzeldenkmäler
| Bezeichnung                             | Lage                               | Baujahr                   | Beschreibung | Bild                           |
| --------------------------------------- | ---------------------------------- | ------------------------- | --- | ------------------------------ |
| Straßenbrücke                           | Braunsbergstraße/Löhstraße Lage    | 19. Jahrhundert           | Straßenbrücke über den Aubach, einbogig, Bruchstein, 19. Jahrhundert | Fotos hochladen                |
| Wohnhaus                                | Braunsbergstraße 18 Lage           | 1768                      | zweiflügliges Wohnhaus, teilweise verputzt, angeblich von 1768; Bruchstein-Erdgeschoss, Fachwerk am rückwärtigen Flügel um 1700, am straßenseitigen Flügel aus dem 19. Jahrhundert | BW                             |
| Hofanlage                               | Braunsbergstraße 36 Lage           | um 1800                   | Dreiflügelanlage, um 1800; Krüppelwalmdachbau, Bruchstein-Erdgeschoss, Fachwerk, teilweise verputzt, um 1800; Gesamtanlage mit Wirtschaftsgebäuden                                 | BW                             |
| Villa                                   | Friedrich-Rech-Straße 71 Lage      | Ende des 19. Jahrhunderts | Villa; vielteilig zergliederter Bau, Ende des 19. Jahrhunderts | Fotos hochladen                |
| Wohn- und Geschäftshaus                 | Friedrich-Rech-Straße 136 Lage     | 1905                      | stattliches gründerzeitliches Wohn- und Geschäftshaus, 1905 | Fotos hochladen                |
| Hotel Wiedscher Hof                     | Friedrich-Rech-Straße 168 Lage     | um 1910                   | Mansarddachbau, um 1910 | Fotos hochladen                |
| Papiermühle der Neuwieder Brüdergemeine | Heimstraße 35–39 Lage              | 18. Jahrhundert           | ehemalige Papiermühle der Neuwieder Brüdergemeine, Fachwerkbau, teilweise massiv, 18. Jahrhundert und um 1800 oder vom Anfang des 19. Jahrhunderts                                 | Fotos hochladen                |
| Evangelische Pfarrkirche                | Pfarrer-Herbert-Köhler-Straße Lage | 11. oder 12. Jahrhundert  | unterer Teil der Apsis der Nikolauskapelle, 11. oder 12. Jahrhundert, Südturm aus dem zweiten Viertel des 13. Jahrhunderts, einschiffiges Langhaus, 1751–1790                      | weitere Bilder Fotos hochladen |
| Wohnhaus                                | Über dem Aubach 11 Lage            |                           | Fachwerkhaus, teilweise massiv | Fotos hochladen                |

### Ehemalige Kulturdenkmäler
| Bezeichnung   | Lage                       | Baujahr         | Beschreibung                                                                                    | Bild |
| ------------- | -------------------------- | --------------- | ----------------------------------------------------------------------------------------------- | ---- |
| Straßenbrücke | Friedrich-Rech-Straße Lage | 19. Jahrhundert | Straßenbrücke über den Aubach, einbogig, Bruchstein, 19. Jahrhundert; aus Denkmalliste gelöscht | BW   |

## Rodenbach

### Einzeldenkmäler
| Bezeichnung | Lage                         | Baujahr                    | Beschreibung                                                                               | Bild            |
| ----------- | ---------------------------- | -------------------------- | ------------------------------------------------------------------------------------------ | --------------- |
| Wohnhaus    | Am Rast 6 Lage               | 18. Jahrhundert            | Fachwerkhaus, teilweise massiv und verschiefert, Krüppelwalmdach, 18. Jahrhundert          | Fotos hochladen |
| Wohnhaus    | Niederbieberer Straße 2 Lage | Mitte des 19. Jahrhunderts | ehemalige Schule (?); klassizistischer Bruchsteinbau, Zeltdach, Mitte des 19. Jahrhunderts | Fotos hochladen |
| Wohnhaus    | Oberdorfstraße 15 Lage       | um 1800                    | Wohnhaus, Bruchsteinbau, teilweise verputzt, Fachwerkgiebel, um 1800; überbauter Brunnen   | Fotos hochladen |
| Wohnhaus    | Oberdorfstraße 34 Lage       | um 1800                    | Wohnhaus, Bruchsteinbau, teilweise Fachwerk, um 1800                                       | Fotos hochladen |

## Segendorf

### Einzeldenkmäler
| Bezeichnung                       | Lage                                                             | Baujahr                | Beschreibung | Bild                           |
| --------------------------------- | ---------------------------------------------------------------- | ---------------------- | --- | ------------------------------ |
| Wohnhaus                          | Dorfstraße 13 Lage                                               | um 1700                | Fachwerkhaus, teilweise massiv, um 1700 | Fotos hochladen                |
| Wohnhaus                          | Dorfstraße 14 Lage                                               | spätes 17. Jahrhundert | Fachwerkhaus, teilweise massiv, noch aus dem 17. Jahrhundert | Fotos hochladen                |
| Wohnhaus                          | Dorfstraße 19 Lage                                               | um 1700                | Fachwerkhaus, um 1700 | Fotos hochladen                |
| Brunnen                           | Nodhausener Straße, Ecke Am Reichelbach Lage                     | 1868                   | Laufbrunnen, neugotisch, bezeichnet 1868 | weitere Bilder Fotos hochladen |
| Nebengebäude von Schloss Monrepos | nordwestlich des Ortes (Monreposstraße 2, 4, 6, 10, 12, 15) Lage | ab 1899                | Nebengebäude des 1969 beseitigten Schlosses Monrepos der Fürsten von Wied, Gesamtanlage; - Villa Waldheim: repräsentativer, reich gestaffelter Putzbau, um 1910; - Schwedenhaus (ehemaliges Forsthaus): dreigeschossiger Holzbau, dahinter zweigeschossige Bruchstein-Kapelle (?); - fürstlich-wiedscher Waldfriedhof; - ehemaliger Marstall: Dreiflügelbau, 1899; - sogenanntes Schweizerhaus; - Hahnhof: Fachwerkbau, teilweise massiv in klassizistischen Formen, Krüppelwalmdach, um 1910/20 | weitere Bilder Fotos hochladen |
| Hof Nodhausen                     | südwestlich des Ortes (Nodhausen 1) Lage                         | 1901                   | reich gestaffelter Bau, Schweizer Landhausstil, 1901; auf dem Gelände wohl Reste des seit 1742 angelegten Lustparks des wiedschen Hofes Nodhausen; Carlsaal, pavillonartiger klassizistischer Bau; bauliche Gesamtanlage | Fotos hochladen                |

## Bodendenkmäler

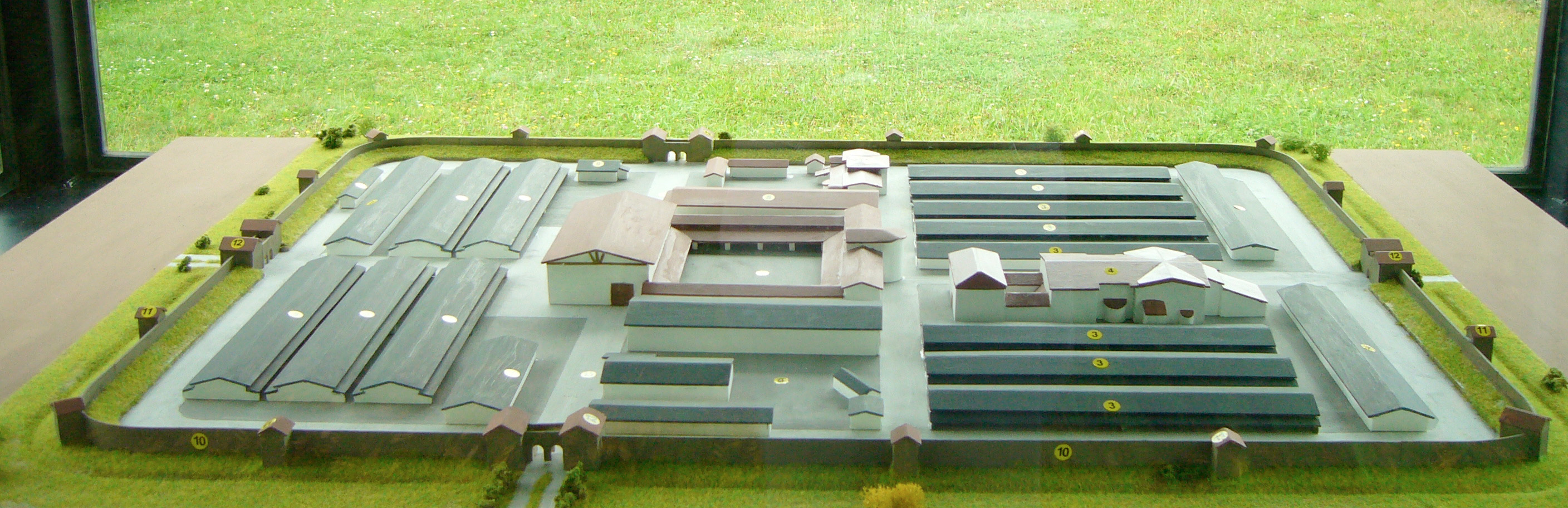
Modell des Kastells Niederbieber

Als Teile des UNESCO-Weltkulturerbes Obergermanisch-Raetischer Limes befinden sich im Stadtteil Niederbieber die Reste und Rekonstruktionen des Kastells Niederbieber und im Stadtteil Heimbach-Weis die Überreste des Kleinkastells Anhausen. Ebenfalls als Bodendenkmal geschützt ist das sogenannte Heidenmäuerchen in Engers im Bereich des Grundstücks Klosterstraße 12; vom römischen Burgus sind keine obertägigen Reste erhalten.